# Cladonia maxima
Cladonia maxima är en lavart som först beskrevs av Asahina, och fick sitt nu gällande namn av Teuvo Ahti. Cladonia maxima ingår i släktet Cladonia och familjen Cladoniaceae.  Arten är reproducerande i Sverige. Inga underarter finns listade i Catalogue of Life.

## Källor

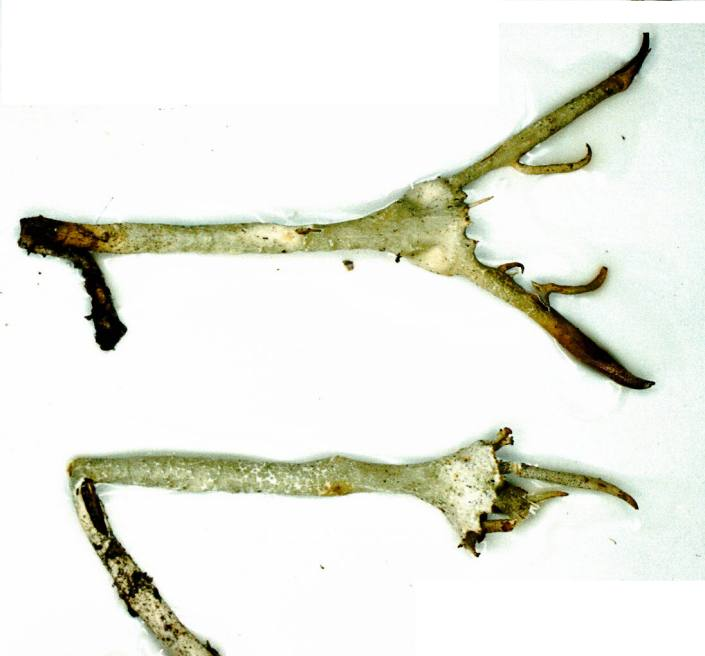
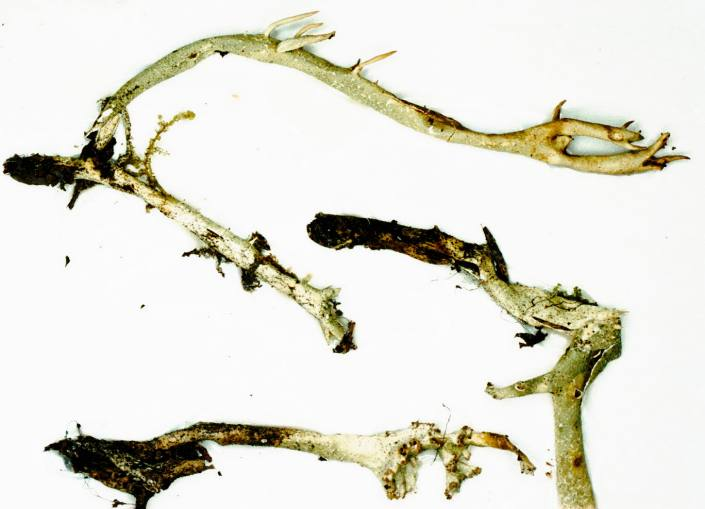
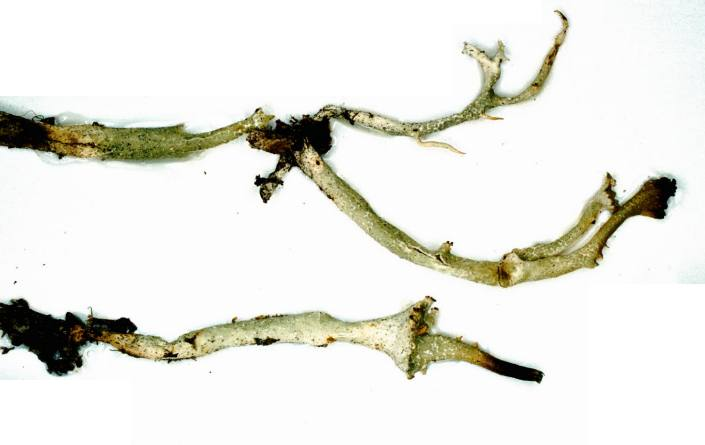